# رؤیاها (فیلم ۲۰۲۵)
رؤیاها (انگلیسی: Dreams) فیلمی درام محصول سال ۲۰۲۵ به نویسندگی و کارگردانی میشل فرانکو با بازی جسیکا چستین، آیزاک هرناندز و روپرت فرند است.
این فیلم تولید بین‌المللی آمریکا و مکزیک است و نخستین نمایش جهانی خود را در مسابقه اصلی هفتاد و پنجمین جشنواره بین‌المللی فیلم برلین داشت که در آن برای دریافت جایزه خرس طلایی رقابت خواهد کرد.

## بازیگران
- جسیکا چستین در نقش جنیفر مک‌کارتی[۳]
- ایزاک هرناندز در نقش فرناندو رودریگز[۴]
- روپرت فرند در نقش جیک مک‌کارتی
- مارشال بل در نقش مایکل مک‌کارتی
- الیجیو ملندز در نقش پدر فرناندو
- مرسدس هرناندز در نقش مادر فرناندو

## تولید
در سپتامبر ۲۰۲۳ پس از پایان فیلمبرداری در سانفرانسیسکو، اعلام شد که این فیلم در مرحله پساتولید قرار دارد. این فیلم در مکزیکوسیتی نیز فیلم‌برداری شده است. انجمن بازیگران سینما و فدراسیون هنرمندان تلویزیون و رادیو آمریکا سازندگان این فیلم را معاف کرد که در جریان اعتصابات ۲۰۲۳ سگ-افترا به ساخت آن ادامه دهند.
در ژوئیه ۲۰۲۴ اعلام شد که حقوق بین‌المللی فیلم به Match Factory فروخته شده است.

## جایزه‌ها و نامزدی‌ها
| جایزه                        | تاریخ مراسم   | دسته‌بندی  | دریافت‌کننده | نتیجه     | منا.  |
| ---------------------------- | ------------- | --------- | ----------- | --------- | ----- |
| جشنواره بین‌المللی فیلم برلین | ۲۳ فوریهٔ ۲۰۲۵ | خرس طلایی | رؤیاها      | در انتظار | [ ۷ ] |